# گاوان اوهرلیهی
گاوان اوهرلیهی (انگلیسی: Gavan O'Herlihy؛ زادهٔ ۲۹ ژوئیهٔ ۱۹۵۱ – درگذشتهٔ ۱۵ سپتامبر ۲۰۲۱) هنرپیشه اهل جمهوری ایرلند بود. وی از سال ۱۹۷۳ میلادی تا زمان مرگ مشغول فعالیت بود.
از فیلم‌ها یا برنامه‌های تلویزیونی که وی در آن نقش داشته‌است، می‌توان به توئین پیکس، دیگر هرگز نگو هرگز، بید، سوپرمن ۳، یک عروسی، نزول قسمت ۲، شاهزاده والیانت، شارپ و تیرانداز اشاره کرد.